# Lutz Schwerin von Krosigk
Johann Ludwig (Lutz) Graf Schwerin von Krosigk (Rathmannsdorf, 22 augustus 1887 – Essen, 4 maart 1977) was een Duits politicus.
Schwerin von Krosigk werd in 1932 minister van Financiën in het 'baronnenkabinet' van Franz von Papen. Hij behield dat departement onder Kurt von Schleicher en vervolgens onder Adolf Hitler tot mei 1945. Met Hjalmar Schacht was hij verantwoordelijk voor de financiering van Hitlers herbewapening en oorlogvoering.
In mei 1945 was hij korte tijd Rijkskanselier en minister van Buitenlandse Zaken onder Rijkspresident Dönitz, het laatste naziregime. Door een Amerikaans militair gerechtshof werd hij in Neurenberg veroordeeld tot tien jaar gevangenisstraf. In 1951 werd hij vrijgelaten.
Lutz Schwerin von Krosigk is de grootvader van de vice-voorzitter Beatrix von Storch van de partij AfD.

## Lidmaatschapsnummer
- NSDAP-nr.: 3 805 231[2] (lid geworden 30 januari 1937)

## Onderscheidingen
- IJzeren Kruis 1914, 1e Klasse en 2e Klasse
- Erekruis voor Frontstrijders in de Wereldoorlog
- Gouden Ereteken van de NSDAP (nr.35125)[3] op 30 januari 1937[2]
- Grootkruis in de Orde van Verdienste van de Duitse Adelaar
- Leopoldsorde (België)

## Publicatie
- (de)  Es geschah in Deutschland. 1951